# ATP Тур 1998
ATP Тур 1998 (англ. 1998 Association of Tennis Professionals (ATP) World Tour) — элитный мировой тур теннисистов-профессионалов, проводимый Ассоциацией Теннисистов Профессионалов (ATP) с января по декабрь. В 1998 году он включал:
- 4 турнира Большого шлема (проводится Международной федерацией тенниса (англ. International Tennis Federation, ITF));
- 9 турниров в серии ATP Super 9;
- 12 турниров в серии ATP Championship Series;
- 52 турнира в серии ATP World Series;
- Командный Кубок Мира;
- Кубок Дэвиса (проводится ITF);
- Кубок Мастерс;
- Кубок Большого шлема.

## Расписание ATP Тура 1998 года
Ниже представлено полное расписание соревнований по ходу года, включай всех победителей и финалистов турниров — в одиночном, парном и смешанных разрядах.
| Турнир Большого шлема   |
| Кубок Мастерс           |
| ATP Super 9             |
| ATP Championship Series |
| ATP World Series        |
| Командные соревнования  |

### Январь
| Дата начала | Турнир | Чемпионы (Счёт финала)                             | Финалисты                    |
| ----------- | --- | -------------------------------------------------- | ---------------------------- |
| 5 января    | Международный теннисный турнир в Аделаиде Аделаида, Австралия ATP World Series $315,000— Хард Турнир 1998                                      | Ллейтон Хьюитт 3-6, 6-3, 7-6(4)                    | Джейсон Столтенберг          |
| 5 января    | Международный теннисный турнир в Аделаиде Аделаида, Австралия ATP World Series $315,000— Хард Турнир 1998                                      | Джошуа Игл Эндрю Флоран 6-4, 6-7, 6-3              | Рик Лич Эллис Феррейра       |
| 5 января    | Открытый чемпионат Катара Доха, Катар ATP World Series $975,000 — Хард Турнир 1998                                                             | Петр Корда 6-0, 6-3                                | Фабрис Санторо               |
| 5 января    | Открытый чемпионат Катара Доха, Катар ATP World Series $975,000 — Хард Турнир 1998                                                             | Махеш Бхупати Леандер Паес 6-4, 3-6, 6-4           | Оливье Делетр Фабрис Санторо |
| 12 января   | Heineken Open Окленд, Новая Зеландия ATP World Series $315,000 — Хард Турнир 1998                                                              | Марсело Риос 4-6, 6-4, 7-6(3)                      | Ричард Фромберг              |
| 12 января   | Heineken Open Окленд, Новая Зеландия ATP World Series $315,000 — Хард Турнир 1998                                                              | Патрик Гэлбрайт Бретт Стивен 6-4, 6-2              | Том Нейссен Джефф Таранго    |
| 12 января   | Sydney International Сидней, Австралия ATP World Series $315,000 — Хард Турнир 1998                                                            | Кароль Кучера 7-5, 6-4                             | Тим Хенмен                   |
| 12 января   | Sydney International Сидней, Австралия ATP World Series $315,000 — Хард Турнир 1998                                                            | Тодд Вудбридж Марк Вудфорд 6-3, 7-5                | Даниэль Нестор Якко Элтинг   |
| 19 января   | Открытый чемпионат Австралии Мельбурн, Австралия Турнир Большого шлема $3,140,107 — Хард Одиночный турнир — Парный турнир Турнир смешанных пар | Петр Корда 6-2, 6-2, 6-2                           | Марсело Риос                 |
| 19 января   | Открытый чемпионат Австралии Мельбурн, Австралия Турнир Большого шлема $3,140,107 — Хард Одиночный турнир — Парный турнир Турнир смешанных пар | Йонас Бьоркман Якко Элтинг 6-2, 5-7, 2-6, 6-4, 6-3 | Тодд Вудбридж Марк Вудфорд   |
| 19 января   | Открытый чемпионат Австралии Мельбурн, Австралия Турнир Большого шлема $3,140,107 — Хард Одиночный турнир — Парный турнир Турнир смешанных пар | Джастин Гимельстоб Винус Уильямс 6-2, 6-1          | Цирил Сук Хелена Сукова      |

### Февраль
| Дата начала | Турнир | Чемпионы (Счёт финала)                          | Финалисты                         |
| ----------- | --- | ----------------------------------------------- | --------------------------------- |
| 2 февраля   | Croatian Indoors Загреб, Хорватия ATP World Series $375,000 — Ковёр (зал) Турнир 1998                           | Горан Иванишевич 7-6(3), 7-6(5)                 | Грег Руседски                     |
| 2 февраля   | Croatian Indoors Загреб, Хорватия ATP World Series $375,000 — Ковёр (зал) Турнир 1998                           | Мартин Дамм Иржи Новак 7-6, 6-2                 | Фредрик Берг Патрик Фредрикссон   |
| 2 февраля   | Open 13 Марсель, Франция ATP World Series $514,250 — Хард (зал) Турнир 1998                                     | Томас Энквист 6-4, 6-1                          | Евгений Кафельников               |
| 2 февраля   | Open 13 Марсель, Франция ATP World Series $514,250 — Хард (зал) Турнир 1998                                     | Дональд Джонсон Франсиско Монтана 6-4, 3-6, 6-3 | Марк Кил Ти-Джей Мидлтон          |
| 9 февраля   | Теннисный чемпионат Дубая Дубай, ОАЭ ATP World Series $1,014,250 — Хард Турнир 1998                             | Алекс Корретха 7-6(0), 6-1                      | Феликс Мантилья                   |
| 9 февраля   | Теннисный чемпионат Дубая Дубай, ОАЭ ATP World Series $1,014,250 — Хард Турнир 1998                             | Махеш Бхупати Леандер Паес 6-2, 7-5             | Дональд Джонсон Франсиско Монтана |
| 9 февраля   | Sybase Open Сан-Хосе, США ATP World Series $315,000 — Хард (зал) Турнир 1998                                    | Андре Агасси 6-2, 6-4                           | Пит Сампрас                       |
| 9 февраля   | Sybase Open Сан-Хосе, США ATP World Series $315,000 — Хард (зал) Турнир 1998                                    | Тодд Вудбридж Марк Вудфорд 6-1, 7-5             | Нельсон Аэртс Андре Са            |
| 9 февраля   | Открытый чемпионат Санкт-Петербурга Санкт-Петербург, Россия ATP World Series $315,000 — Ковёр (зал) Турнир 1998 | Рихард Крайчек 6-4, 7-6(5)                      | Марк Россе                        |
| 9 февраля   | Открытый чемпионат Санкт-Петербурга Санкт-Петербург, Россия ATP World Series $315,000 — Ковёр (зал) Турнир 1998 | Никлас Култи Микаэль Тильстрём 3-6, 6-3, 7-6    | Мариус Барнард Брент Хейгарт      |
| 16 февраля  | Чемпионат Европейского сообщества Антверпен, Бельгия ATP Championship Series $875,000 — Хард (зал) Турнир 1998  | Грег Руседски 7-6(3), 3-6, 6-1, 6-4             | Марк Россе                        |
| 16 февраля  | Чемпионат Европейского сообщества Антверпен, Бельгия ATP Championship Series $875,000 — Хард (зал) Турнир 1998  | Евгений Кафельников Уэйн Феррейра 7-5, 3-6, 6-2 | Томас Карбонель Франсиско Роиг    |
| 16 февраля  | Kroger St. Jude International Мемфис, США ATP Championship Series $700,000 — Хард (зал) Турнир 1998             | Марк Филиппуссис 6-3, 6-2                       | Майкл Чанг                        |
| 16 февраля  | Kroger St. Jude International Мемфис, США ATP Championship Series $700,000 — Хард (зал) Турнир 1998             | Тодд Вудбридж Марк Вудфорд 6-3, 6-4             | Давид Родити Эллис Феррейра       |
| 23 февраля  | Guardian Direct Cup Лондон, Великобритания ATP Championship Series $689,250 — Ковёр (зал) Турнир 1998           | Евгений Кафельников 7-5, 6-4                    | Седрик Пьолин                     |
| 23 февраля  | Guardian Direct Cup Лондон, Великобритания ATP Championship Series $689,250 — Ковёр (зал) Турнир 1998           | Джим Грэбб Мартин Дамм 6-4, 7-5                 | Даниэль Вацек Евгений Кафельников |
| 23 февраля  | Advanta Championships Филадельфия, США ATP Championship Series $589,250 — Хард (зал) Турнир 1998                | Пит Сампрас 7-5, 7-6(3)                         | Томас Энквист                     |
| 23 февраля  | Advanta Championships Филадельфия, США ATP Championship Series $589,250 — Хард (зал) Турнир 1998                | Паул Хархёйс Якко Элтинг 7-6, 6-7, 6-2          | Дэвид Макферсон Ричи Ренеберг     |

### Март
| Дата начала | Турнир | Чемпионы (Счёт финала)                                                                                   | Финалисты                                                                 |
| ----------- | --- | --- | ------------------------------------------------------------------------- |
| 2 марта     | ABN AMRO World Tennis Tournament Роттердам, Нидерланды ATP World Series $725,000 — Ковёр (зал) Турнир 1998 | Ян Симеринк 7-6(2), 6-2                                                                                  | Томас Юханссон                                                            |
| 2 марта     | ABN AMRO World Tennis Tournament Роттердам, Нидерланды ATP World Series $725,000 — Ковёр (зал) Турнир 1998 | Паул Хархёйс Якко Элтинг 7-6, 6-3                                                                        | Нил Броуд Пит Норвал                                                      |
| 2 марта     | Tennis Channel Open Скоттсдейл, США ATP World Series $315,000 — Хард Турнир 1998 | Андре Агасси 6-4, 7-6(3)                                                                                 | Джейсон Столтенберг                                                       |
| 2 марта     | Tennis Channel Open Скоттсдейл, США ATP World Series $315,000 — Хард Турнир 1998 | Цирил Сук Майкл Теббатт 4-6, 6-1, 7-6                                                                    | Кент Киннэр Дэвид Уитон                                                   |
| 9 марта     | Newsweek Champions Cup Индиан-Уэллс, США ATP Super 9 $2,200,000 — Хард Одиночный турнир — Парный турнир | Марсело Риос 6-3, 6-7(15), 7-6(4), 6-4                                                                   | Грег Руседски                                                             |
| 9 марта     | Newsweek Champions Cup Индиан-Уэллс, США ATP Super 9 $2,200,000 — Хард Одиночный турнир — Парный турнир | Йонас Бьоркман Патрик Рафтер 6-4, 7-6                                                                    | Тодд Мартин Ричи Ренеберг                                                 |
| 9 марта     | Открытый чемпионат Копенгагена Копенгаген, Дания ATP World Series $315,000 — Ковёр (зал) Турнир 1998 | Магнус Густафссон 3-6, 6-1, 6-1                                                                          | Давид Приносил                                                            |
| 9 марта     | Открытый чемпионат Копенгагена Копенгаген, Дания ATP World Series $315,000 — Ковёр (зал) Турнир 1998 | Том Кемперс Менно Остинг 6-4, 7-6                                                                        | Ян Симеринк Бретт Стивен                                                  |
| 16 марта    | Lipton Championships Майами, США ATP Super 9 $2,450,000 — Хард Одиночный турнир — Парный турнир | Марсело Риос 7-5, 6-3, 6-4                                                                               | Андре Агасси                                                              |
| 16 марта    | Lipton Championships Майами, США ATP Super 9 $2,450,000 — Хард Одиночный турнир — Парный турнир | Рик Лич Эллис Феррейра 6-2, 6-4                                                                          | Алекс О'Брайен Джонатан Старк                                             |
| 23 марта    | Гран-при Хасана II Касабланка, Марокко ATP World Series $210,000 — Грунт Турнир 1998 | Андреа Гауденци 6-4, 5-7, 6-4                                                                            | Алекс Калатрава                                                           |
| 23 марта    | Гран-при Хасана II Касабланка, Марокко ATP World Series $210,000 — Грунт Турнир 1998 | Андреа Гауденци Диего Наргизо 6-4, 7-6                                                                   | Кристьян Бранди Виченцо Сантопадре                                        |
| 30 марта    | Кубок Дэвиса. 1998. 1-й раунд Братислава, Словакия — Грунт (зал) Бремен, Германия — Ковёр (зал) Порту-Алегри, Бразилия — Грунт Цюрих, Швейцария — Ковёр (зал) Генуя, Италия — Грунт Виктория, Австралия — Трава Брюссель, Бельгия — Грунт Атланта, США — Хард | Победители Швеция 3-2 Германия 5-0 Испания 3-2 Швейцария 3-2 Италия 4-1 Зимбабве 3-2 Бельгия 3-2 США 3-2 | Проигравшие Словакия ЮАР Бразилия Чехия Индия Австралия Нидерланды Россия |

### Апрель
| Дата начала | Турнир | Чемпионы (Счёт финала)                          | Финалисты                         |
| ----------- | --- | ----------------------------------------------- | --------------------------------- |
| 6 апреля    | Открытый чемпионат Гонконга Гонконг ATP World Series $315,000 — Хард Турнир 1998                                | Кеннет Карлсен 6-2, 6-0                         | Байрон Блэк                       |
| 6 апреля    | Открытый чемпионат Гонконга Гонконг ATP World Series $315,000 — Хард Турнир 1998                                | Байрон Блэк Алекс О'Брайен 7-5, 6-1             | Невилл Годвин Туомас Кетола       |
| 6 апреля    | Открытый чемпионат Ченнаи Ченнаи, Индия ATP World Series $405,000 — Хард Турнир 1998                            | Патрик Рафтер 6-3, 6-4                          | Микаэль Тильстрём                 |
| 6 апреля    | Открытый чемпионат Ченнаи Ченнаи, Индия ATP World Series $405,000 — Хард Турнир 1998                            | Махеш Бхупати Леандер Паес 6-7, 6-3, 6-2        | Оливье Делетр Максим Мирный       |
| 6 апреля    | Открытый чемпионат Эшторила Оэйраш, Португалия ATP World Series $600,000 — Грунт Турнир 1998                    | Альберто Берасатеги 3-6, 6-1, 6-3               | Томас Мустер                      |
| 6 апреля    | Открытый чемпионат Эшторила Оэйраш, Португалия ATP World Series $600,000 — Грунт Турнир 1998                    | Дональд Джонсон Франсиско Монтана 6-1, 2-6, 6-1 | Фернон Вибьер Давид Родити        |
| 13 апреля   | Приз графа Годо Барселона, Испания ATP Championship Series $825,000 — Грунт Турнир 1998                         | Тодд Мартин 6-2, 1-6, 6-3, 6-2                  | Альберто Берасатеги               |
| 13 апреля   | Приз графа Годо Барселона, Испания ATP Championship Series $825,000 — Грунт Турнир 1998                         | Паул Хархёйс Якко Элтинг 7-5, 6-0               | Рик Лич Эллис Феррейра            |
| 13 апреля   | Открытый чемпионат Японии Токио, Япония ATP Championship Series $755,000 — Хард Турнир 1998                     | Андрей Павел 6-3, 6-4                           | Байрон Блэк                       |
| 13 апреля   | Открытый чемпионат Японии Токио, Япония ATP Championship Series $755,000 — Хард Турнир 1998                     | Себастьян Ларо Даниэль Нестор 6-3, 6-4          | Оливье Делетр Стефано Пескосолидо |
| 20 апреля   | Monte Carlo Open Рокебрюн — Кап-Мартен, Франция ATP Super 9 $2,200,000 — Грунт Одиночный турнир — Парный турнир | Карлос Мойя 6-3, 6-0, 7-5                       | Седрик Пьолин                     |
| 20 апреля   | Monte Carlo Open Рокебрюн — Кап-Мартен, Франция ATP Super 9 $2,200,000 — Грунт Одиночный турнир — Парный турнир | Паул Хархёйс Якко Элтинг 6-4, 6-2               | Тодд Вудбридж Марк Вудфорд        |
| 20 апреля   | Грунтовый чемпионат США Орландо, США ATP World Series $264,250- Грунт Турнир 1998                               | Джим Курье 7-5, 3-6, 7-5                        | Майкл Чанг                        |
| 20 апреля   | Грунтовый чемпионат США Орландо, США ATP World Series $264,250- Грунт Турнир 1998                               | Грант Стаффорд Кевин Ульетт 4-6, 6-4, 7-5       | Майкл Теббатт Микаэль Тильстрём   |
| 27 апреля   | AT&T Tennis Challenge Атланта, США ATP World Series $315,000- Грунт Турнир 1998                                 | Пит Сампрас 6-7(2), 6-3, 7-6(4)                 | Джейсон Столтенберг               |
| 27 апреля   | AT&T Tennis Challenge Атланта, США ATP World Series $315,000- Грунт Турнир 1998                                 | Эллис Феррейра Брент Хайгарт 6-3, 0-6, 6-2      | Алекс О'Брайен Ричи Ренеберг      |
| 27 апреля   | BMW Open Мюнхен, Германия ATP World Series $500,000 — Грунт Турнир 1998                                         | Томас Энквист 6-7(4), 7-6(6), 6-3               | Андре Агасси                      |
| 27 апреля   | BMW Open Мюнхен, Германия ATP World Series $500,000 — Грунт Турнир 1998                                         | Тодд Вудбридж Марк Вудфорд 6-0, 6-3             | Джошуа Игл Эндрю Флорент          |
| 27 апреля   | Открытый чемпионат Праги Прага, Чехия ATP World Series $340,000 — Грунт Турнир 1998                             | Фернандо Мелигени 6-1, 6-4                      | Слава Доседел                     |
| 27 апреля   | Открытый чемпионат Праги Прага, Чехия ATP World Series $340,000 — Грунт Турнир 1998                             | Уэйн Артурс Эндрю Кратцман 6-1, 6-1             | Фредрик Берг Никлас Култи         |

### Май
| Дата начала | Турнир | Чемпионы (Счёт финала)                     | Финалисты                    |
| ----------- | --- | ------------------------------------------ | ---------------------------- |
| 4 мая       | Открытый чемпионат Германии Гамбург, Германия ATP Super 9 $2,200,000 — Грунт Одиночный турнир — Парный турнир                            | Альберт Коста 6-2, 6-0, 1-0 — отказ        | Алекс Корретха               |
| 4 мая       | Открытый чемпионат Германии Гамбург, Германия ATP Super 9 $2,200,000 — Грунт Одиночный турнир — Парный турнир                            | Дональд Джонсон Франсиско Монтана 6-2, 7-5 | Дэвид Адамс Бретт Стивен     |
| 4 мая       | Международный теннисный чемпионат в Корал-Спрингс Корал-Спрингс, США ATP World Series $245,000 — Грунт Турнир 1998                       | Эндрю Илие 7-5, 6-4                        | Давиде Сангвинетти           |
| 4 мая       | Международный теннисный чемпионат в Корал-Спрингс Корал-Спрингс, США ATP World Series $245,000 — Грунт Турнир 1998                       | Грант Стаффорд Кевин Ульетт 7-5, 6-4       | Марк Мерклейн Винсент Спейди |
| 11 мая      | Открытый чемпионат Италии Рим, Италия ATP Super 9 $2,200,000 — Грунт Одиночный турнир — Парный турнир                                    | Марсело Риос Без игры                      | Альберт Коста                |
| 11 мая      | Открытый чемпионат Италии Рим, Италия ATP Super 9 $2,200,000 — Грунт Одиночный турнир — Парный турнир                                    | Махеш Бхупати Леандер Паесbr>6-4, 4-6, 7-6 | Рик Лич Эллис Феррейра       |
| 18 мая      | Командный кубок мира Дюссельдорф, Германия Командный турнир Грунт — 8 команд (Группа) Турнир 1998                                        | Германия · 3-0                             | Чехия                        |
| 18 мая      | International Raiffeisen Grand Prix Санкт-Пёльтен, Австрия ATP World Series $400,000 — Грунт Турнир 1998                                 | Марсело Риос 6-2, 6-0                      | Винсент Спейди               |
| 18 мая      | International Raiffeisen Grand Prix Санкт-Пёльтен, Австрия ATP World Series $400,000 — Грунт Турнир 1998                                 | Джим Грабб Дэвид Макферсон 6-4, 6-4        | Дэвид Адамс Уэйн Блэк        |
| 25 мая      | Открытый чемпионат Франции Париж, Франция Турнир Большого шлема $5,026,607 — Грунт Одиночный турнир — Парный турнир Турнир смешанных пар | Карлос Мойя 6-3, 7-5, 6-3                  | Алекс Корретха               |
| 25 мая      | Открытый чемпионат Франции Париж, Франция Турнир Большого шлема $5,026,607 — Грунт Одиночный турнир — Парный турнир Турнир смешанных пар | Паул Хархёйс Якко Элтинг 6-3, 3-6, 6-3     | Даниэль Нестор Марк Ноулз    |
| 25 мая      | Открытый чемпионат Франции Париж, Франция Турнир Большого шлема $5,026,607 — Грунт Одиночный турнир — Парный турнир Турнир смешанных пар | Джастин Гимелстоб Винус Уильямс 6-4, 6-4   | Луис Лобо Серена Уильямс     |

### Июнь
| Дата начала | Турнир | Чемпионы (Счёт финала)                               | Финалисты                                               |
| ----------- | --- | ---------------------------------------------------- | ------------------------------------------------------- |
| 8 июня      | Internazionali di Carisbo Болонья, Италия ATP World Series $315,000 — Грунт Турнир 1998                                                   | Хулиан Алонсо 6-1, 6-4                               | Карим Алами                                             |
| 8 июня      | Internazionali di Carisbo Болонья, Италия ATP World Series $315,000 — Грунт Турнир 1998                                                   | Брэндон Куп 7-6, 6-3                                 | Массимо Валери Джорджо Галимберти                       |
| 8 июня      | Stella Artois Championships Лондон, Великобритания ATP World Series $725,000 — Трава Турнир 1998                                          | Скотт Дрейпер 7-6(5), 6-4                            | Лоренс Тилеман                                          |
| 8 июня      | Stella Artois Championships Лондон, Великобритания ATP World Series $725,000 — Трава Турнир 1998                                          | Финал отменён из-за дождя                            | Йонас Бьоркман Патрик Рафтер Тодд Вудбридж Марк Вудфорд |
| 8 июня      | Gerry Weber Open Халле, Германия ATP World Series $875,000 — Трава Турнир 1998                                                            | Евгений Кафельников 6-4, 6-4                         | Магнус Ларссон                                          |
| 8 июня      | Gerry Weber Open Халле, Германия ATP World Series $875,000 — Трава Турнир 1998                                                            | Рик Лич Эллис Феррейра 4-6, 6-4, 7-6                 | Марк-Кевин Гёлльнер Джон-Лаффни де Ягер                 |
| 15 июня     | Открытый чемпионат Ноттингема Ноттингем, Великобритания ATP World Series $315,000 — Трава Турнир 1998                                     | Йонас Бьоркман 6-3, 6-2                              | Байрон Блэк                                             |
| 15 июня     | Открытый чемпионат Ноттингема Ноттингем, Великобритания ATP World Series $315,000 — Трава Турнир 1998                                     | Джастин Гимелстоб Байрон Талбот 7-5, 6-7, 6-4        | Себастьян Ларо Даниэль Нестор                           |
| 15 июня     | Чемпионат Росмалена Хертогенбос, Нидерланды ATP World Series $475,000 — Трава Турнир 1998                                                 | Патрик Рафтер 7-6(2), 6-2                            | Мартин Дамм                                             |
| 15 июня     | Чемпионат Росмалена Хертогенбос, Нидерланды ATP World Series $475,000 — Трава Турнир 1998                                                 | Гийом Рау Ян Симеринк 7-6(5), 6-2                    | Джошуа Игл Эндрю Флорент                                |
| 22 июня     | Уимблдонский турнир Лондон, Великобритания Турнир Большого шлема $5,638,006 — Трава Одиночный турнир — Парный турнир Турнир смешанных пар | Пит Сампрас 6-7(2), 7-6(9), 6-4, 3-6, 6-2            | Горан Иванишевич                                        |
| 22 июня     | Уимблдонский турнир Лондон, Великобритания Турнир Большого шлема $5,638,006 — Трава Одиночный турнир — Парный турнир Турнир смешанных пар | Паул Хархёйс Якко Элтинг 2-6, 6-4, 7-6(3), 5-7, 10-8 | Тодд Вудбридж Марк Вудфорд                              |
| 22 июня     | Уимблдонский турнир Лондон, Великобритания Турнир Большого шлема $5,638,006 — Трава Одиночный турнир — Парный турнир Турнир смешанных пар | Максим Мирный Серена Уильямс 6-4, 6-4                | Махеш Бхупати Мирьяна Лучич                             |

### Июль
| Дата начала | Турнир | Чемпионы (Счёт финала)                               | Финалисты                                       |
| ----------- | --- | ---------------------------------------------------- | ----------------------------------------------- |
| 6 июля      | Открытый чемпионат Швеции Бостад, Швеция ATP World Series $315,000 — Грунт Турнир 1998                                            | Магнус Густафссон 6-2, 6-3                           | Андрей Медведев                                 |
| 6 июля      | Открытый чемпионат Швеции Бостад, Швеция ATP World Series $315,000 — Грунт Турнир 1998                                            | Магнус Густафссон Магнус Ларссон 6-4, 6-2            | Лен Бейл Пит Норвал                             |
| 6 июля      | Rado Open Гштад, Швейцария ATP World Series $525,000 — Грунт Турнир 1998                                                          | Алекс Корретха 7-6(5), 7-5, 6-3                      | Борис Беккер                                    |
| 6 июля      | Rado Open Гштад, Швейцария ATP World Series $525,000 — Грунт Турнир 1998                                                          | Густаво Куэртен Фернандо Мелигени 6-4, 7-5           | Даниэль Орсанич Цирил Сук                       |
| 6 июля      | Hall of Fame Tennis Championships Ньюпорт, США ATP World Series $320,000 — Трава Турнир 1998                                      | Леандер Паес 6-3, 6-2                                | Невилл Годвин                                   |
| 6 июля      | Hall of Fame Tennis Championships Ньюпорт, США ATP World Series $320,000 — Трава Турнир 1998                                      | Сэндон Столл Даг Флэк 6-2, 4-6, 7-6                  | Скотт Дрейпер Джейсон Столтенберг               |
| 13 июля     | Кубок Дэвиса 1998. 1/4 финала Гамбург, Германия — Хард Ла-Корунья, Испания — Грунт Прато, Италия — Грунт Индианаполис, США — Хард | Победители Швеция 3-2 Испания 4-1 Италия 5-0 США 4-1 | Проигравшие Германия Швейцария Зимбабве Бельгия |
| 20 июля     | Legg Mason Tennis Classic Вашингтон, США ATP Championship Series $575,000 — Хард Турнир 1998                                      | Андре Агасси 6-2, 6-0                                | Скотт Дрейпер                                   |
| 20 июля     | Legg Mason Tennis Classic Вашингтон, США ATP Championship Series $575,000 — Хард Турнир 1998                                      | Грант Стаффорд Кевин Ульетт 6-2, 6-4                 | Патрик Гэлбрайт Уэйн Феррейра                   |
| 20 июля     | Mercedes Cup Штутгарт, Германия ATP Championship Series $915,000 — Грунт Турнир 1998                                              | Густаво Куэртен 4-6, 6-2, 6-4                        | Кароль Кучера                                   |
| 20 июля     | Mercedes Cup Штутгарт, Германия ATP Championship Series $915,000 — Грунт Турнир 1998                                              | Оливье Делатр Фабрис Санторо 6-1, 3-6, 6-3           | Джим Грабб Джошуа Игл                           |
| 27 июля     | Открытый чемпионат Австрии Кицбюэль, Австрия ATP World Series $500,000 — Грунт Турнир 1998                                        | Альберт Коста 6-2, 1-6, 6-2, 3-6, 6-1                | Андреа Гауденци                                 |
| 27 июля     | Открытый чемпионат Австрии Кицбюэль, Австрия ATP World Series $500,000 — Грунт Турнир 1998                                        | Том Кемперс Даниэль Орсанич 6-3, 6-4                 | Джошуа Игл Эндрю Кратцман                       |
| 27 июля     | Mercedes-Benz Cup Лос-Анджелес, США ATP World Series $315,000 — Хард Турнир 1998                                                  | Андре Агасси 6-4, 6-4                                | Тим Хенмен                                      |
| 27 июля     | Mercedes-Benz Cup Лос-Анджелес, США ATP World Series $315,000 — Хард Турнир 1998                                                  | Патрик Рафтер Сэндон Столл 6-4, 6-4                  | Даниэль Вацек Джефф Таранго                     |
| 27 июля     | Открытый чемпионат Хорватии Умаг, Хорватия ATP World Series $375,000 — Грунт Турнир 1998                                          | Богдан Улиграх 6-3, 7-6(0)                           | Магнус Норман                                   |
| 27 июля     | Открытый чемпионат Хорватии Умаг, Хорватия ATP World Series $375,000 — Грунт Турнир 1998                                          | Нил Броуд Пит Норвал 6-1, 3-6, 6-3                   | Иржи Новак Давид Рикл                           |

### Август
| Дата начала | Турнир | Чемпионы (Счёт финала)                     | Финалисты                     |
| ----------- | --- | ------------------------------------------ | ----------------------------- |
| 3 августа   | Открытый чемпионат Нидерландов Амстердам, Нидерланды ATP World Series $475,000 — Грунт Турнир 1998                                 | Магнус Норман 6-3, 6-3, 2-6, 6-4           | Ричард Фромберг               |
| 3 августа   | Открытый чемпионат Нидерландов Амстердам, Нидерланды ATP World Series $475,000 — Грунт Турнир 1998                                 | Паул Хархёйс Якко Элтинг 6-3, 6-2          | Кароль Кучера Доминик Хрбаты  |
| 3 августа   | Du Maurier Open Торонто, Канада ATP Super 9 $2,200,000 — Хард Одиночный турнир — Парный турнир                                     | Патрик Рафтер 7-6(3), 6-4                  | Рихард Крайчек                |
| 3 августа   | Du Maurier Open Торонто, Канада ATP Super 9 $2,200,000 — Хард Одиночный турнир — Парный турнир                                     | Джим Грэбб Мартин Дамм 6-7, 6-2, 7-6       | Рик Лич Эллис Феррейра        |
| 10 августа  | Great American Insurance ATP Championships Цинциннати, США ATP Super 9 $2,200,000 — Хард Одиночный турнир — Парный турнир          | Патрик Рафтер 1-6, 7-6(2), 6-4             | Пит Сампрас                   |
| 10 августа  | Great American Insurance ATP Championships Цинциннати, США ATP Super 9 $2,200,000 — Хард Одиночный турнир — Парный турнир          | Даниэль Нестор Марк Ноулз 6-1, 2-1 — отказ | Оливье Делатр Фабрис Санторо  |
| 10 августа  | Открытый чемпионат Сан-Марино Сан-Марино, Сан-Марино ATP World Series $275,000 — Грунт Турнир 1998                                 | Доминик Хрбаты 6-2, 7-5                    | Мариано Пуэрта                |
| 10 августа  | Открытый чемпионат Сан-Марино Сан-Марино, Сан-Марино ATP World Series $275,000 — Грунт Турнир 1998                                 | Иржи Новак Давид Рикл 6-4, 7-6             | Себастьян Прието Мариано Худ  |
| 17 августа  | RCA Championships Индианаполис, США ATP Championship Series $915,000 — Хард Турнир 1998                                            | Алекс Корретха 2-6, 6-2, 6-3               | Андре Агасси                  |
| 17 августа  | RCA Championships Индианаполис, США ATP Championship Series $915,000 — Хард Турнир 1998                                            | Иржи Новак Давид Рикл 6-2, 7-6             | Даниэль Нестор Марк Ноулз     |
| 17 августа  | Pilot Pen International Нью-Хейвен, США ATP Championship Series $745,000 — Хард Турнир 1998                                        | Кароль Кучера 6-4, 5-7, 6-2                | Горан Иванишевич              |
| 17 августа  | Pilot Pen International Нью-Хейвен, США ATP Championship Series $745,000 — Хард Турнир 1998                                        | Уэйн Артурс Питер Трамакки 7-6, 1-6, 6-3   | Себастьян Ларо Алекс О'Брайен |
| 24 августа  | MFS Pro Tennis Championships Бостон, США ATP World Series $315,000 — Хард Турнир 1998                                              | Майкл Чанг 6-3, 6-4                        | Паул Хархёйс                  |
| 24 августа  | MFS Pro Tennis Championships Бостон, США ATP World Series $315,000 — Хард Турнир 1998                                              | Паул Хархёйс Якко Элтинг 6-3, 6-2          | Джек Уэйт Крис Хаггард        |
| 24 августа  | Hamlet Cup Лонг-Айленд, США ATP World Series $315,000 — Хард Турнир 1998                                                           | Патрик Рафтер 7-6(3), 6-2                  | Феликс Мантилья               |
| 24 августа  | Hamlet Cup Лонг-Айленд, США ATP World Series $315,000 — Хард Турнир 1998                                                           | Хулиан Алонсо Хавьер Санчес 6-4, 6-4       | Брэндон Куп Дейв Рандолл      |
| 31 августа  | Открытый чемпионат США Нью-Йорк, США Турнир Большого шлема $6,032,000 — Хард Одиночный турнир — Парный турнир Турнир смешанных пар | Патрик Рафтер 6-3, 3-6, 6-2, 6-0           | Марк Филиппуссис              |
| 31 августа  | Открытый чемпионат США Нью-Йорк, США Турнир Большого шлема $6,032,000 — Хард Одиночный турнир — Парный турнир Турнир смешанных пар | Сэндон Столл Цирил Сук 4-6, 7-6, 6-2       | Даниэль Нестор Марк Ноулз     |
| 31 августа  | Открытый чемпионат США Нью-Йорк, США Турнир Большого шлема $6,032,000 — Хард Одиночный турнир — Парный турнир Турнир смешанных пар | Максим Мирный Серена Уильямс 6-2, 6-2      | Патрик Гэлбрайт Лиза Реймонд  |

### Сентябрь
| Дата начала | Турнир | Чемпионы (Счёт финала)                            | Финалисты                       |
| ----------- | --- | ------------------------------------------------- | ------------------------------- |
| 14 сентября | Международный теннисный турнир в Борнмуте Борнмут, Великобритания ATP World Series $375,000 — Грунт Турнир 1998 | Феликс Мантилья 6-3, 7-5                          | Альберт Коста                   |
| 14 сентября | Международный теннисный турнир в Борнмуте Борнмут, Великобритания ATP World Series $375,000 — Грунт Турнир 1998 | Нил Броуд Кевин Ульетт 7-6, 6-3                   | Уэйн Артурс Альберто Берасатеги |
| 14 сентября | Открытый чемпионат Румынии Бухарест, Румыния ATP World Series $470,000 — Грунт Турнир 1998                      | Франсиско Клавет 6-4, 2-6, 7-5                    | Арно ди Паскуаль                |
| 14 сентября | Открытый чемпионат Румынии Бухарест, Румыния ATP World Series $470,000 — Грунт Турнир 1998                      | Андрей Павел Габриэль Трифу 7-6, 7-6              | Джордже Косак Дину Пескариу     |
| 14 сентября | Открытый чемпионат Ташкента Ташкент, Узбекистан ATP World Series $380,000 — Хард Турнир 1998                    | Тим Хенмен 7-5, 6-4                               | Евгений Кафельников             |
| 14 сентября | Открытый чемпионат Ташкента Ташкент, Узбекистан ATP World Series $380,000 — Хард Турнир 1998                    | Стефано Пескосолидо Лоуренс Тилеман 7-5, 4-6, 7-5 | Кеннет Карлсен Шенг Схалкен     |
| 21 сентября | Кубок Дэвиса 1998. 1/2 финала Стокгольм, Швеция — Ковёр (зал)br>Милуоки, США — Хард (зал)                       | Победители Швеция 4-1 Италия 4-1                  | Проигравшие Россия Бельгия      |
| 28 сентября | Открытый чемпионат Мальорки Мальорка, Испания ATP World Series $425,000 — Грунт Турнир 1998                     | Густаво Куэртен 6-7(5), 6-2, 6-3                  | Карлос Мойя                     |
| 28 сентября | Открытый чемпионат Мальорки Мальорка, Испания ATP World Series $425,000 — Грунт Турнир 1998                     | Пабло Альбано Даниэль Орсанич 7-6, 6-3            | Иржи Новак Давид Рикл           |
| 28 сентября | Кубок Большого шлема Мюнхен, Германия Выставочный $2,450,000 — Хард (зал) Турнир 1998                           | Марсело Риос 6-3, 6-4, 6-7(5), 7-6(5)             | Андре Агасси                    |
| 28 сентября | Гран-при Тулузы Тулуза, Франция ATP World Series $375,000 — Хард (зал) Турнир 1998                              | Ян Симеринк 6-4, 6-4                              | Грег Руседски                   |
| 28 сентября | Гран-при Тулузы Тулуза, Франция ATP World Series $375,000 — Хард (зал) Турнир 1998                              | Оливье Делетр Фабрис Санторо 6-2, 6-4             | Ян Симеринк Паул Хархёйс        |

### Октябрь
| Дата начала | Турнир | Чемпионы (Счёт финала)                      | Финалисты                       |
| ----------- | --- | ------------------------------------------- | ------------------------------- |
| 5 октября   | Davidoff Swiss Indoors Базель, Швейцария ATP World Series $975,000 — Хард (зал) Турнир 1998                | Тим Хенмен 6-4, 6-3, 3-6, 6-4               | Андре Агасси                    |
| 5 октября   | Davidoff Swiss Indoors Базель, Швейцария ATP World Series $975,000 — Хард (зал) Турнир 1998                | Оливье Делетр Фабрис Санторо 6-3, 7-6       | Пит Норвал Кевин Ульетт         |
| 5 октября   | Международный теннисный чемпионат на Сицилии Палермо, Италия ATP World Series $315,000 — Грунт Турнир 1998 | Мариано Пуэрта 6-3, 6-2                     | Франко Скиллари                 |
| 5 октября   | Международный теннисный чемпионат на Сицилии Палермо, Италия ATP World Series $315,000 — Грунт Турнир 1998 | Дональд Джонсон Франсиско Монтана 6-4, 7-6  | Пабло Альбано Даниэль Орсанич   |
| 5 октября   | Heineken Open Shanghai Шанхай ATP World Series $315,000 — Хард Турнир 1998                                 | Майкл Чанг 4-6, 6-1, 6-2                    | Горан Иванишевич                |
| 5 октября   | Heineken Open Shanghai Шанхай ATP World Series $315,000 — Хард Турнир 1998                                 | Махеш Бхупати Леандер Паес 6-4, 6-7, 7-6    | Тодд Вудбридж Марк Вудфорд      |
| 12 октября  | Открытый чемпионат Вены Вена, Австрия ATP Championship Series $675,000 — Хард (зал) Турнир 1998            | Пит Сампрас 6-3, 7-6(3), 6-1                | Кароль Кучера                   |
| 12 октября  | Открытый чемпионат Вены Вена, Австрия ATP Championship Series $675,000 — Хард (зал) Турнир 1998            | Даниэль Вацек Евгений Кафельников 7-5, 6-3  | Дэвид Адамс Джон-Лаффни де Ягер |
| 12 октября  | Открытый чемпионат Сингапура Сингапур ATP Championship Series $575,000 — Ковёр (зал) Турнир 1998           | Марсело Риос 6-4, 6-2                       | Марк Вудфорд                    |
| 12 октября  | Открытый чемпионат Сингапура Сингапур ATP Championship Series $575,000 — Ковёр (зал) Турнир 1998           | Тодд Вудбридж Марк Вудфорд 6-2, 6-3         | Махеш Бхупати Леандер Паес      |
| 19 октября  | Гран-при Лиона Лион, Франция ATP World Series $725,000 — Ковёр (зал) Турнир 1998                           | Алекс Корретха 2-6, 7-6(6), 6-1             | Томми Хаас                      |
| 19 октября  | Гран-при Лиона Лион, Франция ATP World Series $725,000 — Ковёр (зал) Турнир 1998                           | Оливье Делетр Фабрис Санторо 6-2, 6-2       | Томас Карбонелл Франсиско Роиг  |
| 19 октября  | Открытый чемпионат Остравы Острава, Чехия ATP World Series $975,000 — Ковёр (зал) Турнир 1998              | Андре Агасси 6-2, 3-6, 6-3                  | Ян Крошлак                      |
| 19 октября  | Открытый чемпионат Остравы Острава, Чехия ATP World Series $975,000 — Ковёр (зал) Турнир 1998              | Николас Кифер Давид Приносил 6-4, 6-3       | Дэвид Адамс Павел Визнер        |
| 26 октября  | Открытый чемпионат Мексики Мехико, Мексика ATP World Series $315,000 — Грунт Турнир 1998                   | Иржи Новак 6-3, 6-3                         | Ксавье Малисс                   |
| 26 октября  | Открытый чемпионат Мексики Мехико, Мексика ATP World Series $315,000 — Грунт Турнир 1998                   | Иржи Новак Давид Рикл 6-4, 6-2              | Даниэль Орсанич Давид Родити    |
| 26 октября  | Eurocard Open Штутгарт, Германия ATP Super 9 $2,200,000 — Хард (зал) Одиночный турнир — Парный турнир      | Рихард Крайчек 6-4, 6-3, 6-3                | Евгений Кафельников             |
| 26 октября  | Eurocard Open Штутгарт, Германия ATP Super 9 $2,200,000 — Хард (зал) Одиночный турнир — Парный турнир      | Себастьен Ларо Алекс О'Брайен 6-3, 3-6, 7-5 | Махеш Бхупати Леандер Паес      |

### Ноябрь
| Дата начала | Турнир | Чемпионы (Счёт финала)                       | Финалисты                         |
| ----------- | --- | -------------------------------------------- | --------------------------------- |
| 2 ноября    | Cerveza Club Colombia Open Богота, Колумбия ATP World Series $315,000 — Грунт Турнир 1998                      | Мариано Сабалета 6-4, 6-4                    | Рамон Дельгадо                    |
| 2 ноября    | Cerveza Club Colombia Open Богота, Колумбия ATP World Series $315,000 — Грунт Турнир 1998                      | Диего дель Рио Мариано Пуэрта 6-7, 6-3, 6-2  | Габор Кёвеш Эрик Тайно            |
| 2 ноября    | Открытый чемпионат Парижа Париж, Франция ATP Super 9 $2,950,000 — Ковёр (зал) Одиночный турнир — Парный турнир | Грег Руседски 6-4, 7-6(4), 6-3               | Пит Сампрас                       |
| 2 ноября    | Открытый чемпионат Парижа Париж, Франция ATP Super 9 $2,950,000 — Ковёр (зал) Одиночный турнир — Парный турнир | Махеш Бхупати Леандер Паес 6-4, 6-2          | Паул Хархёйс Якко Элтинг          |
| 9 ноября    | Кубок Кремля Москва, Россия ATP World Series $1,125,000 — Ковёр (зал) Турнир 1998                              | Евгений Кафельников 7-6(2), 7-6(5)           | Горан Иванишевич                  |
| 9 ноября    | Кубок Кремля Москва, Россия ATP World Series $1,125,000 — Ковёр (зал) Турнир 1998                              | Джаред Палмер Джефф Таранго 6-4, 6-7, 6-3    | Даниэль Вацек Евгений Кафельников |
| 9 ноября    | Chevrolet Cup Сантьяго, Чили ATP World Series $315,000 — Грунт Турнир 1998                                     | Франсиско Клавет 6-2, 6-4                    | Юнес эль-Айнауи                   |
| 9 ноября    | Chevrolet Cup Сантьяго, Чили ATP World Series $315,000 — Грунт Турнир 1998                                     | Себастьян Прието Мариано Худ 7-6, 6-7, 7-6   | Массимо Бертолини Девин Боуэн     |
| 9 ноября    | Открытый чемпионат Стокгольма Стокгольм, Швеция ATP World Series $800,000 — Хард (зал) Турнир 1998             | Тодд Мартин 6-3, 6-4, 6-4                    | Томас Юханссон                    |
| 9 ноября    | Открытый чемпионат Стокгольма Стокгольм, Швеция ATP World Series $800,000 — Хард (зал) Турнир 1998             | Никлас Култи Микаэль Тильстрём 7-5, 3-6, 7-5 | Петер Нюборг Крис Хаггард         |
| 16 ноября   | Чемпионат мира ATP в парном разряде Хартфорд, США Итоговый турнир Ковёр (зал) — 8D (Группа) Турнир 1998        | Паул Хархёйс Якко Элтинг 6-4, 6-2, 7-5       | Даниэль Нестор Марк Ноулз         |
| 23 ноября   | Чемпионат мира ATP в одиночном разряде Ганновер, Германия Итоговый турнир Хард (зал) — 8S (Группа) Турнир 1998 | Алекс Корретха 3-6, 3-6, 7-5, 6-3, 7-5       | Карлос Мойя                       |
| 30 ноября   | Кубок Дэвиса 1998. Финал Милан, Италия — Грунт (зал)                                                           | Швеция 4-1                                   | Италия                            |

## Рейтинг ATP

### Одиночный рейтинг
| по данным на 21 декабря 1998 | по данным на 21 декабря 1998 | по данным на 21 декабря 1998 | по данным на 21 декабря 1998 | по данным на 21 декабря 1998 |
| Поз.                         | Теннисист                    | Очки                         | 1997                         | +/-                          |
| ---------------------------- | ---------------------------- | ---------------------------- | ---------------------------- | ---------------------------- |
| 1                            | Пит Сампрас                  | 3 915                        | 1                            | ▬                            |
| 2                            | Марсело Риос                 | 3 670                        | 10                           | ▲ 8                          |
| 3                            | Алекс Корретха               | 3 398                        | 12                           | ▲ 9                          |
| 4                            | Патрик Рафтер                | 3 315                        | 2                            | ▼ 2                          |
| 5                            | Карлос Мойя                  | 3 159                        | 7                            | ▲ 2                          |
| 6                            | Андре Агасси                 | 2 879                        | 110                          | ▲ 104                        |
| 7                            | Тим Хенмен                   | 2 620                        | 17                           | ▲ 10                         |
| 8                            | Кароль Кучера                | 2 579                        | 24                           | ▲ 16                         |
| 9                            | Грег Руседски                | 2 573                        | 6                            | ▼ 3                          |
| 10                           | Рихард Крайчек               | 2 548                        | 11                           | ▼ 1                          |
| 11                           | Евгений Кафельников          | 2 515                        | 5                            | ▼ 6                          |
| 12                           | Горан Иванишевич             | 2 137                        | 15                           | ▲ 3                          |
| 13                           | Петр Корда                   | 2 114                        | 13                           | ▬                            |
| 14                           | Альберт Коста                | 1 823                        | 19                           | ▲ 5                          |
| 15                           | Марк Филиппуссис             | 1 792                        | 18                           | ▲ 3                          |
| 16                           | Тодд Мартин                  | 1 774                        | 81                           | ▲ 65                         |
| 17                           | Томас Юханссон               | 1 761                        | 39                           | ▲ 22                         |
| 18                           | Седрик Пьолин                | 1 710                        | 20                           | ▲ 2                          |
| 19                           | Ян Симеринк                  | 1 669                        | 78                           | ▲ 59                         |
| 20                           | Феликс Мантилья              | 1 643                        | 16                           | ▼ 4                          |

### Парный рейтинг (Игроки)
| по данным на 21 декабря 1998 | по данным на 21 декабря 1998 | по данным на 21 декабря 1998 | по данным на 21 декабря 1998 | по данным на 21 декабря 1998 |
| Поз.                         | Теннисист                    | Очки                         | 1997                         | +/-                          |
| ---------------------------- | ---------------------------- | ---------------------------- | ---------------------------- | ---------------------------- |
| 1                            | Якко Элтинг                  | 5 143                        | 4                            | ▲ 3                          |
| 2                            | Паул Хархёйс                 | 4 270                        | 3                            | ▲ 1                          |
| 3                            | Махеш Бхупати                | 3 816                        | 11                           | ▲ 8                          |
| 4                            | Леандер Паес                 | 3 781                        | 14                           | ▲ 10                         |
| 5                            | Тодд Вудбридж                | 3 398                        | 1                            | ▼ 4                          |
| 6                            | Марк Вудфорд                 | 3 398                        | 2                            | ▼ 4                          |
| 7                            | Даниэль Нестор               | 3 260                        | 18                           | ▲ 11                         |
| 8                            | Йонас Бьоркман               | 3 202                        | 17                           | ▲ 9                          |
| 9                            | Марк Ноулз                   | 2 967                        | 19                           | ▲ 10                         |
| 10                           | Эллис Феррейра               | 2 835                        | 10                           | ▬                            |
| 11                           | Цирил Сук                    | 2 450                        | 23                           | ▲ 12                         |
| 12                           | Оливье Делетр                | 2 425                        | 37                           | ▲ 25                         |
| 13                           | Рик Лич                      | 2 392                        | 8                            | ▼ 5                          |
| 14                           | Сэндон Столл                 | 2 309                        | 39                           | ▲ 25                         |
| 15                           | Джим Грабб                   | 2 243                        | 32                           | ▲ 17                         |
| 16                           | Патрик Рафтер                | 2 179                        | 12                           | ▼ 4                          |
| 17                           | Себастьен Ларо               | 2 150                        | 15                           | ▼ 2                          |
| 18                           | Фабрис Санторо               | 2 136                        | 35                           | ▲ 17                         |
| 19                           | Евгений Кафельников          | 2 123                        | 6                            | ▼ 13                         |
| 20                           | Алекс О'Брайен               | 2 029                        | 7                            | ▼ 13                         |